# 箭形鱷齒魚
箭形鰐齒魚，为輻鰭魚綱鱸形目鱷鱚亞目鱷齒鱚科的其中一種。分布於西太平洋區，包括澳大利亞、印尼及菲律賓等海域，棲息深度在水深0至433公尺，背鰭硬棘4至6枚；背鰭軟條18至23枚；臀鰭軟條16至21枚，體長可達7.7公分。